# شومپی فوکاهوری
شومپی فوکاهوری (انگلیسی: Shumpei Fukahori؛ زادهٔ ۲۹ ژوئن ۱۹۹۸) بازیکن فوتبال اهل ژاپن است.
از باشگاه‌هایی که در آن بازی کرده‌است می‌توان به باشگاه فوتبال ناگویا گرامپوس اشاره کرد.